# 東イラン語群
東イラン語群（Eastern Iranian languages）は、中期イラン時代（紀元前4世紀頃から）に分岐したイラン語群の下位系統である。アヴェスター語はしばしば初期の東イラン語群として分類される。現在、東イラン語群の最大言語はパシュトゥー語であり、アフガニスタンのオクサス川 とパキスタンのインダス川の間に約5000万人の話者がいる。
現在の東イラン語群の言語は、アフガニスタン南部と東部、パキスタン西部の隣接地域、タジキスタン東部のゴルノ・バダフシャン自治州、中国の新疆ウイグル自治区の最西端の隣接地域で話されている。また、広く離れた地域には、タジキスタン北西部のヤグノブ語（ソグド語から派生）とコーカサスのオセット語（スキタイ-サルマティア語から派生）の2語が現存している。これらは、中央アジアの大部分、東ヨーロッパ、コーカサスの一部、および紀元前1千年紀の西アジア（別名スキタイ）に広がった広大な民族言語の連続体の名残である。東ヨーロッパの東イラン語群の広大な連続体は、スキタイ人の後継者、すなわちサルマティア人とともに、西暦4世紀まで続いただろうと考えられる。

## 下位分類
- 東イラン語群
  - 北東群
    - ヤグノビ語 - ヤグノビ人（タジキスタンのソグド州）
    - オセット語

  - 南東群
    - パミール諸語
      - シュグニー語
      - ヤズグリャム語
      - ムンジャン語
      - イドガ語
      - サングリチュ語 - イシュコシム語 - en:Zebaki language
      - ワヒ語 - ワヒ人（ワハーン回廊）
      - サリコル語

    - パシュトー語
      - 中部パシュトー語（Central Pashto）
      - 北部パシュトー語（Northern Pashto）
      - 南部パシュトー語（Southern Pashto）
      - Khosti dialect
      - en:Wazirwola dialect
      - en:Waneci dialect

    - Ormuri–Parachi
      - en:Ormuri language
      - en:Parachi language